# Victoriaschule
Victoriaschule (także: Viktoriaschule, Victoria-Schule) – dawna szkoła w Gdańsku, miejsce kaźni Polaków we wrześniu 1939. 
Obiekt wpisany do gminnej ewidencji zabytków.

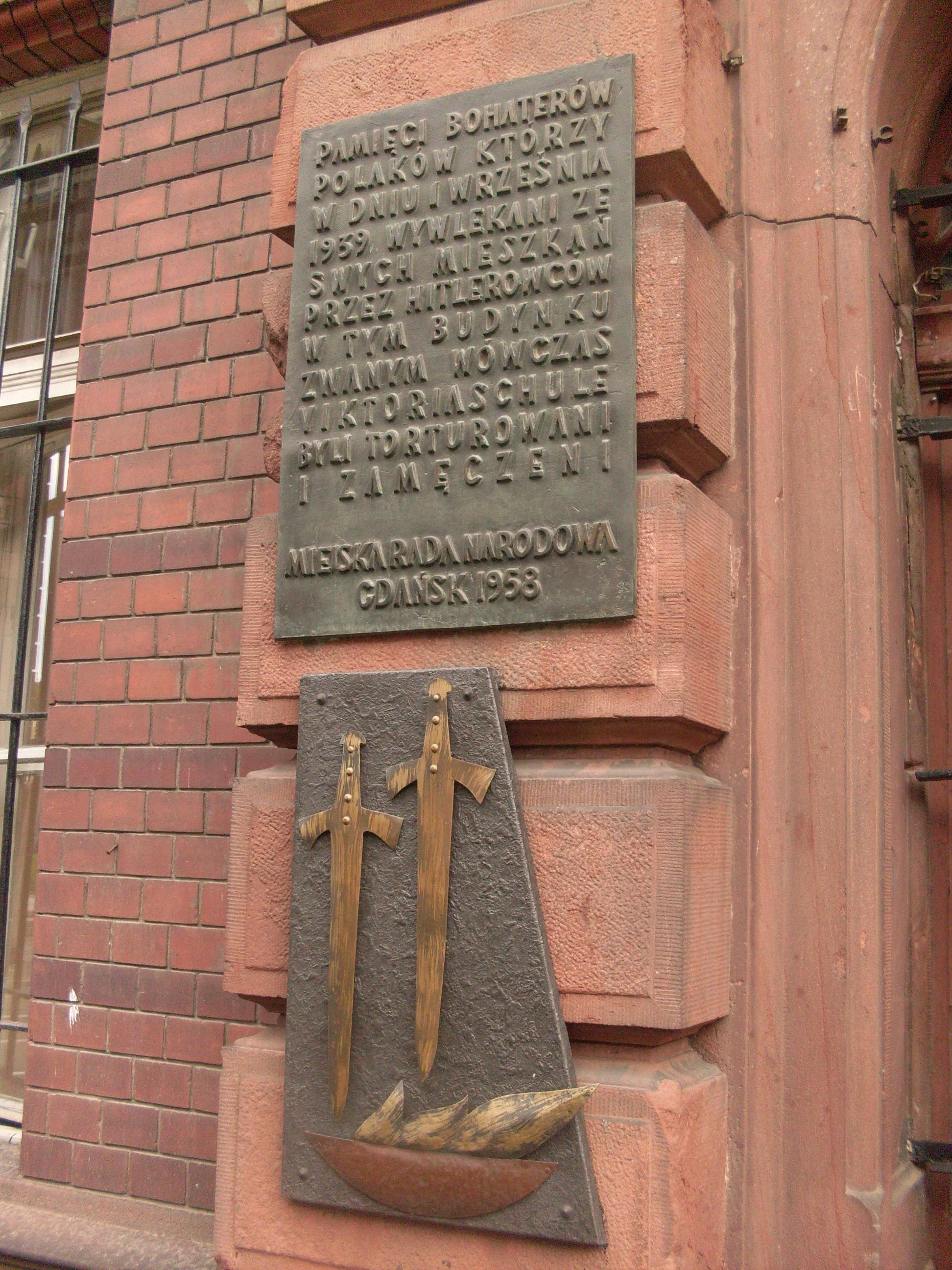
Tablica pamiątkowa na ścianie Victoriaschule

## Historia
Budynek w stylu neorenesansowym, został wzniesiony w latach 1881–1882, boczne skrzydło dobudowane w 1905, przy ulicy Kładki 24/25/26 (dawna nazwa ulicy: Holzgasse) w obrębie Starego Przedmieścia. Mieściła się tu szkoła średnia dla dziewcząt, nazwana na cześć Wiktorii, małżonki ówczesnego następcy tronu II Rzeszy Fryderyka, matki cesarza Wilhelma II.
W dniach 1-15 września 1939 Niemcy hitlerowscy wykorzystali gmach Victoriaschule jako przejściowe więzienie dla Polaków zamieszkałych w Gdańsku. Aresztowani byli maltretowani. W wyniku ciężkiego pobicia zmarł znany działacz narodowy, Roman Ogryczak ps. Ogrydziak. Liczbę aresztantów, którzy przeszli przez Victoriaschule ocenia się na ok. 3 000. Po 15 września więźniów przeniesiono do innych miejsc. Głównie do Zivilgefangenenlager Neufahrwasser w Nowym Porcie lub do obozu koncentracyjnego w Sztutowie.